# أندي كوك (لاعب كرة قدم)
أندي كوك (بالإنجليزية: Andy Cook)‏ هو لاعب كرة قدم بريطاني في مركز الهجوم، ولد في 18 أكتوبر 1990 في المملكة المتحدة. شارك مع منتخب إنجلترا لكرة القدم C ‏. أما مع النوادي، فقد لعب مع غريمسبي تاون ونادي بارو ونادي كارلايل يونايتد ونادي ووركينغتون.

## وصلات خارجية
- أندي كوك على موقع قاعدة بيانات كرة القدم.إي يو (الإنجليزية)
- أندي كوك على موقع Soccerbase.com (لاعب) (الإنجليزية)
- أندي كوك على موقع Soccerway.com (الإنجليزية)